# Maryan Ribas
María de los Ángeles Ribas Sicilia (Zaragoza, 1925 o 1933 - ), conocida como Maryan Ribas por su firma habitual, fue una ilustradora y pintora española.

## Trayectoria vital y profesional
Su madre era la actriz de variedades Mercedes Sicilia y su padre el ilustrador Federico Ribas Montenegro. Se formó artísticamente en Argentina y Madrid.
Vivió en Argentina desde 1936 hasta 1949, año en que regresó a España. En Argentina colaboró como ilustradora en revistas como Para ti, Atlántida, El Hogar, Vosotras o Estampa. Ya en España trabajó para ABC durante 8 años y también para otras publicaciones como Mujer: revista del mundo y de la moda, Arte comercial, Astra, Costura, Textil, Chicas, Diez minutos o Gran mundo y para editoriales como Aguilar o Cid.
Se casó con el pintor Rafael Amezaga Gómez con el que colaboró ocasionalmente. En 1950 participó en los certámenes de dibujo para alta costura que convocó el Sindicato Nacional Textil obteniendo premios en los años 1953, 1954 y 1956.

### Ilustradora
Realizó anuncios publicitarios para la marca de perfumes Gal y para el Corte Inglés. Realizó las ilustraciones de varios libros infantiles y juveniles, como Taninjua, el guerrero, de Pedro Collado en 1957 o el libro Juegos para todos de Carola Soler publicado por la editorial Aguilar en 1958. También realizó portadas de novelas, como la de Detrás está vida de Luisa Alberca.
También ilustró novelas breves para ABC como La más bella de Francia de Concha Linares Becerra, La busca y el encuentro de José María Souviron, Doble hallazgo de Alberto Insúa o El perro de José Tamames Escobar.
En 1964 la editorial Códex convocó un concurso de ilustradores para una nueva edición de El Quijote y, aunque no consiguió ningún galardón, si participó en la ilustración y además sus dibujos originales fueron escogidos por el Instituto de Cultura Hispánica junto a otros veintidós, para una exposición itinerante que visitó Nueva York y distintas capitales de América Latina entre 1965 y 1970. Dicha exposición se conserva en la Biblioteca Nacional.
En 2019 su obra como ilustradora fue reconocida en la exposición colectiva  Dibujantas, pioneras de la Ilustración celebrada en el Museo ABC.

### Pintora
En otoño de 1959 expuso sus dibujos en el Salón Los Madrazo de Madrid. En El Heraldo de Aragón se publicó un artículo con motivo de una exposición realizada  en el Círculo Mercantil e Industrial de Zaragoza con una treintena de obras, firmado por el crítico de arte García Gil en el que clasificaba sus obras en tres grupos, alabando entre sus óleos el de Madre gitana y entre sus paisajes el de Halando el arte. También se publicó una entrevista bajo el título Un tema, una pregunta y 5 respuestas en la que Ribas opinaba que en Argentina se pintaba más a lo moderno y conceptual mientras que en España se partía generalmente de lo clásico. Su tema preferido eran las marinas y junto a ellas el retrato en tono menor. El color era lo más importante en su trabajo y su técnica preferida era el temple.
El periódico La Vanguardia publicó en 1962, con motivo de su exposición en Barcelona en la Sala Rovira, una crítica realizada por Juan Cortés en la que se destacaba su técnica. Ese mismo año publicó en la Asociación de Artistas de La Coruña, ciudad en la que volvería a exponer en 1963 y 1972.
Realizó exposiciones a lo largo de las décadas de los años 1960, 1970 y 1980, tanto en Madrid como en ciudades de toda España, como La Coruña, Valencia, Talavera de la Reina y Vigo entre otras.
En 1972 participó en la Exposición Nacional de Arte Contemporáneo y también figuraba en el libro Nuevos maestros de la pintura española de Raúl Chávarri, quien la situó en el territorio plástico que oscila entre el realismo de vanguardia y el ingenuismo.
En 1975 fue artista invitada en la V Bienal Internacional del Deporte en las Bellas Artes, organizada por el Consejo Superior de Deporte, y participó también en las exposiciones Fantastike realisme Spanien en Finlandia y Arte español en Alemania y Austria. En 1984 el Instituto Hispano-Árabe de Cultura llevó una selección de su obra a El Cairo.
Participó también en exposiciones colectivas, entre otras, en Guadalajara en 1982, en la Galeria Sadartys de Sevilla, en La mujer en el arte español celebrada en León en 1986 -en la que participó junto a Menchu Gal, Delhy Tejero y María Antonia Dans entre otras- y en Pintores contemporáneos organizada por la Asociación de la Prensa de Madrid en 1987.